# منشط جنسي طبيعي

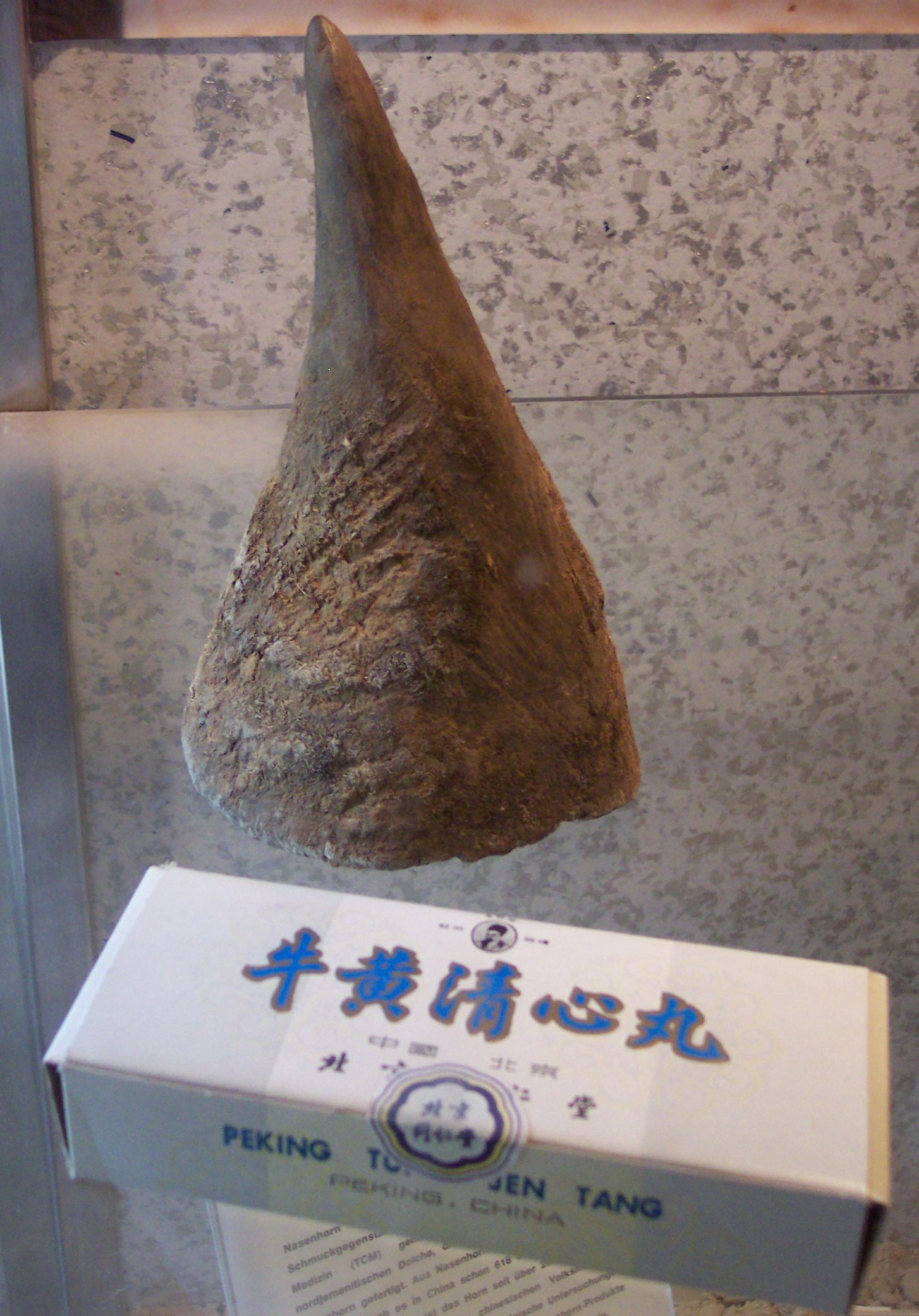

مثير الشهوة الجنسية (بالانجليزية Aphrodisiac) تحتوي الفواكه على نسبة كبيرة من الفيتامينات، أهمها وأشهرها: فيتامين A، وفيتامين C، وعنصر البورون القادرة على منح الجسم صحة ونضارةً، وتعتبر أكثر فاكهة أو ثمرة لها مصداقية علمية بتأثيرها على الطاقة هي «التمر» ففي دراسة قام بها الباحث السعودي «الورثان» على مجموعة من زملائه وجد أن التمر يحتوي على أحماض أمينية وسكريات، وفيتامينات، ومعادن متنوعة، وهي جميعًا مواد هامة للحفاظ على التوازن الطبيعي عند الناضجين. ومع أن كل التمور تحوي عنصر «البورون» بشكل كبير، وهو عنصر أكدت الدراسات فاعليته في علاج الكثير من الأمراض، إلا أن عنصر «البورون» يؤثر على الهرمون الذكري والأنثوي معاً، وإن كان تأثيره
على هرمون الذكورة أكبر إن تناول التمر يقلل الإصابة بالضعف الجنسي، ويجعل الدافع العاطفي أقوى وخصوصًا تمر الخلاص وأكثر إنتاجه في الأحساء شرق شبه الجزيرة العربية.

## أعشاب
أبرز الحشائش والنباتات العشبية المساعدة على تقوية وتنشيط المقدرة الجنسية هي الفاغرة الأمريكية هي شجرة صغيرة شوكية تنمو في كندا، وتستخدم أساسا في تخدير
الآلام البدنية، وخصوصاً آلام الأسنان، لكنها تستعمل كذلك لمعالجة بعض حالات العجز الجنسي